# 陈光辉
陈光辉（1965年—），安徽休宁人，汉族，中华人民共和国政治人物、第十二届全国人民代表大会安徽地区代表。
毕业于池州供销学校。2013年，被选为全国人大代表。